# Rue de la Colonie
La rue de la Colonie est une voie du 13e arrondissement de Paris située dans le quartier de la Maison-Blanche.

## Situation et accès
La rue de la Colonie commence rue Vergniaud et finit place de l'Abbé-Georges-Hénocque.
Elle est desservie à proximité par la ligne 7 du métro de Paris à la station Tolbiac et par la ligne 3a du tramway d'Île-de-France à la station Poterne des Peupliers.

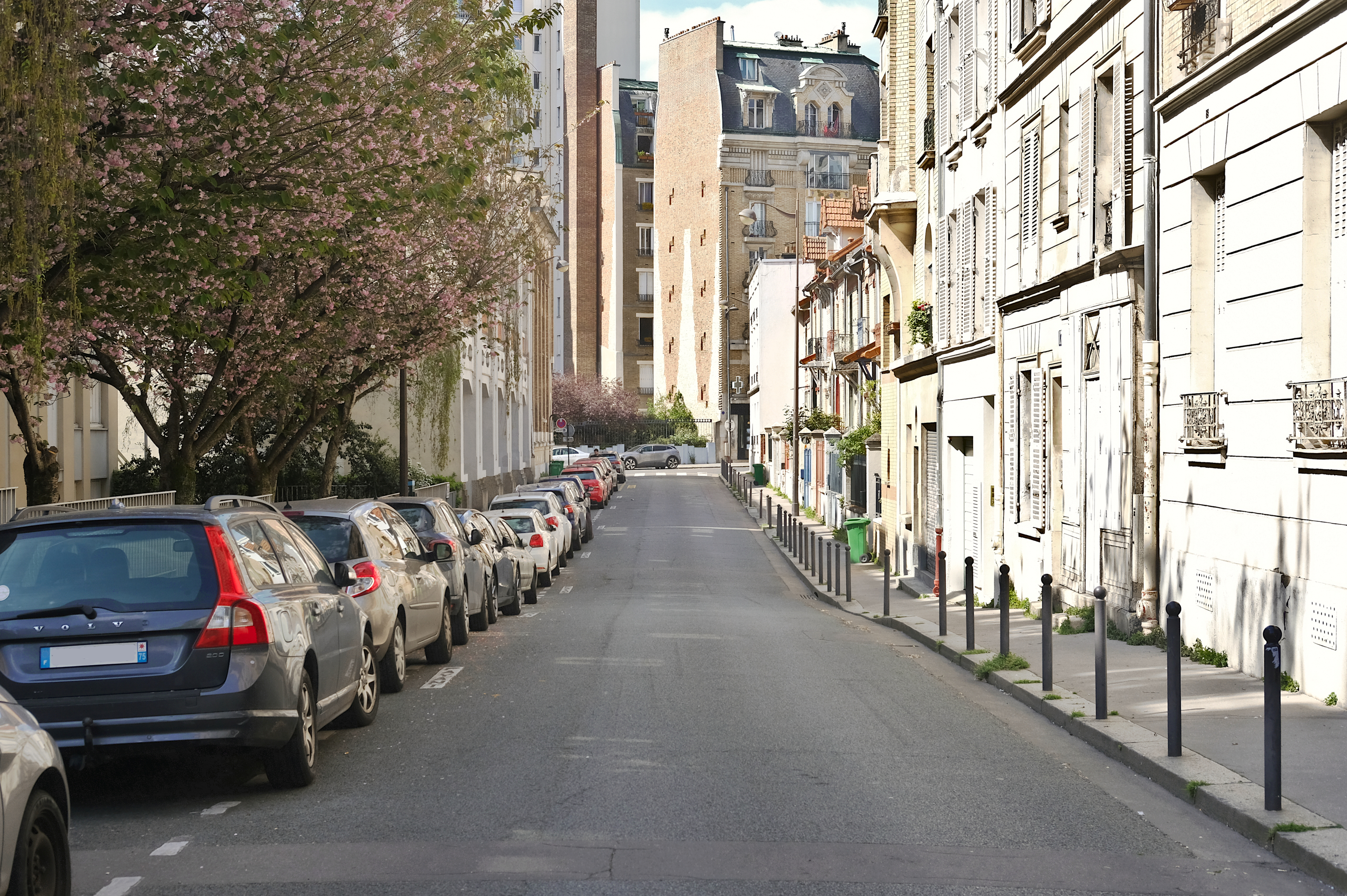
La rue de la Colonie depuis la rue Barrault vers la rue Vergniaud.
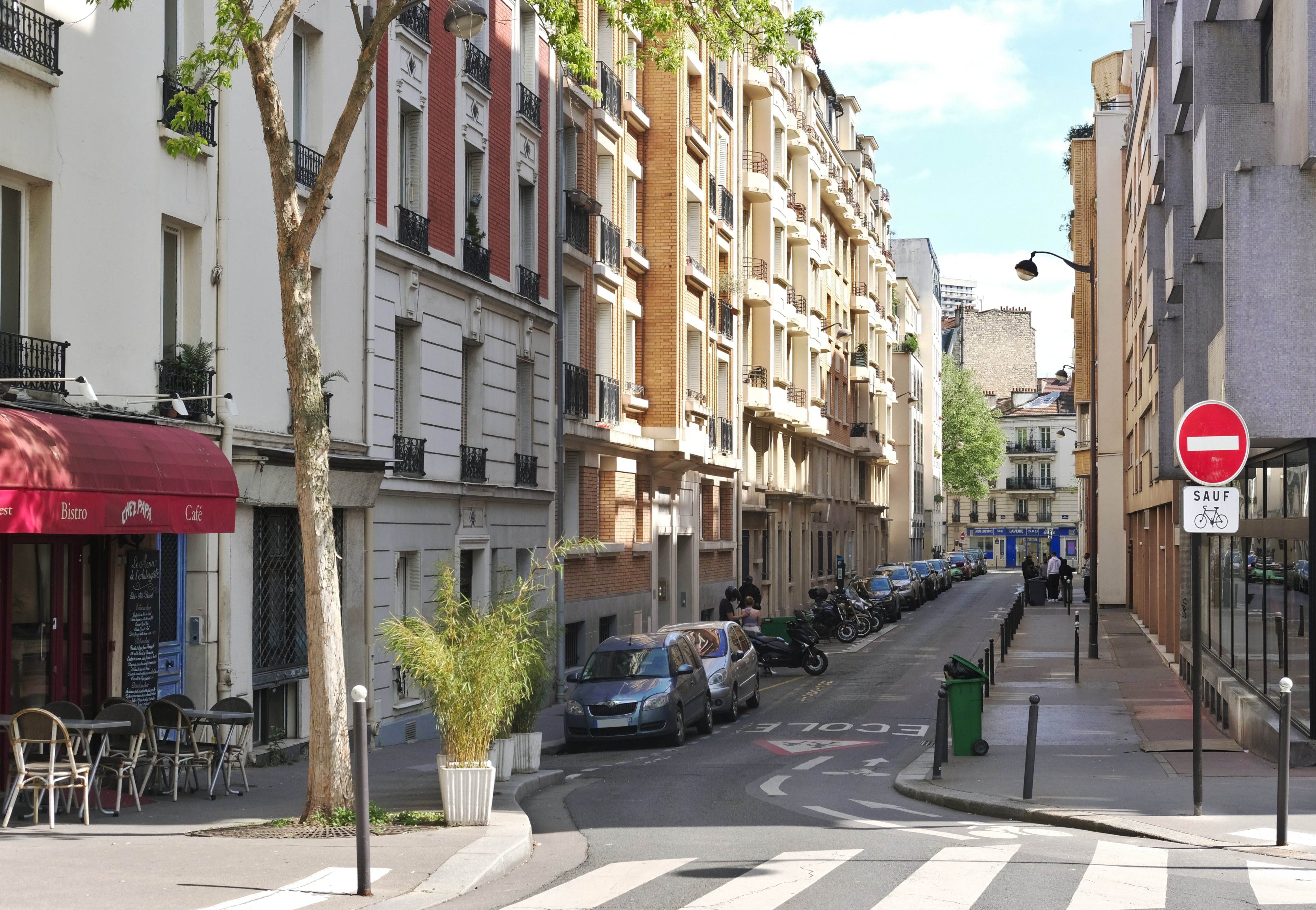
La rue de la Colonie depuis la rue Barrault vers la rue Bobillot.

## Origine du nom
Elle doit son nom à la présence d'une colonie de chiffonniers en son site, dans les années 1890,.

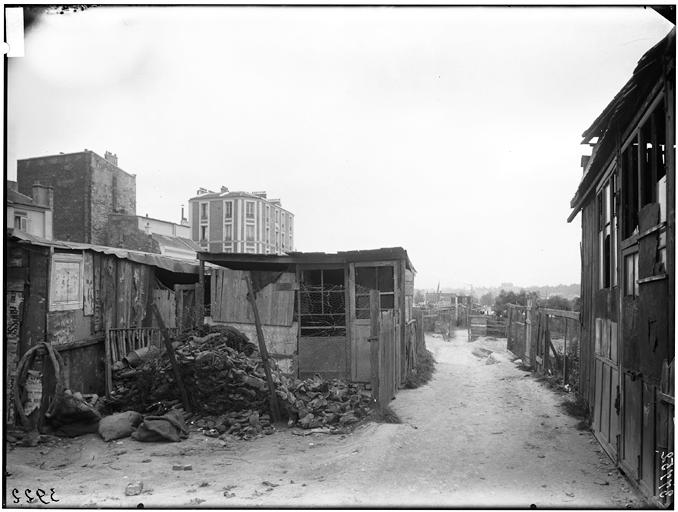
Colonie de chiffonniers de la Butte-aux-Cailles en mai 1900.
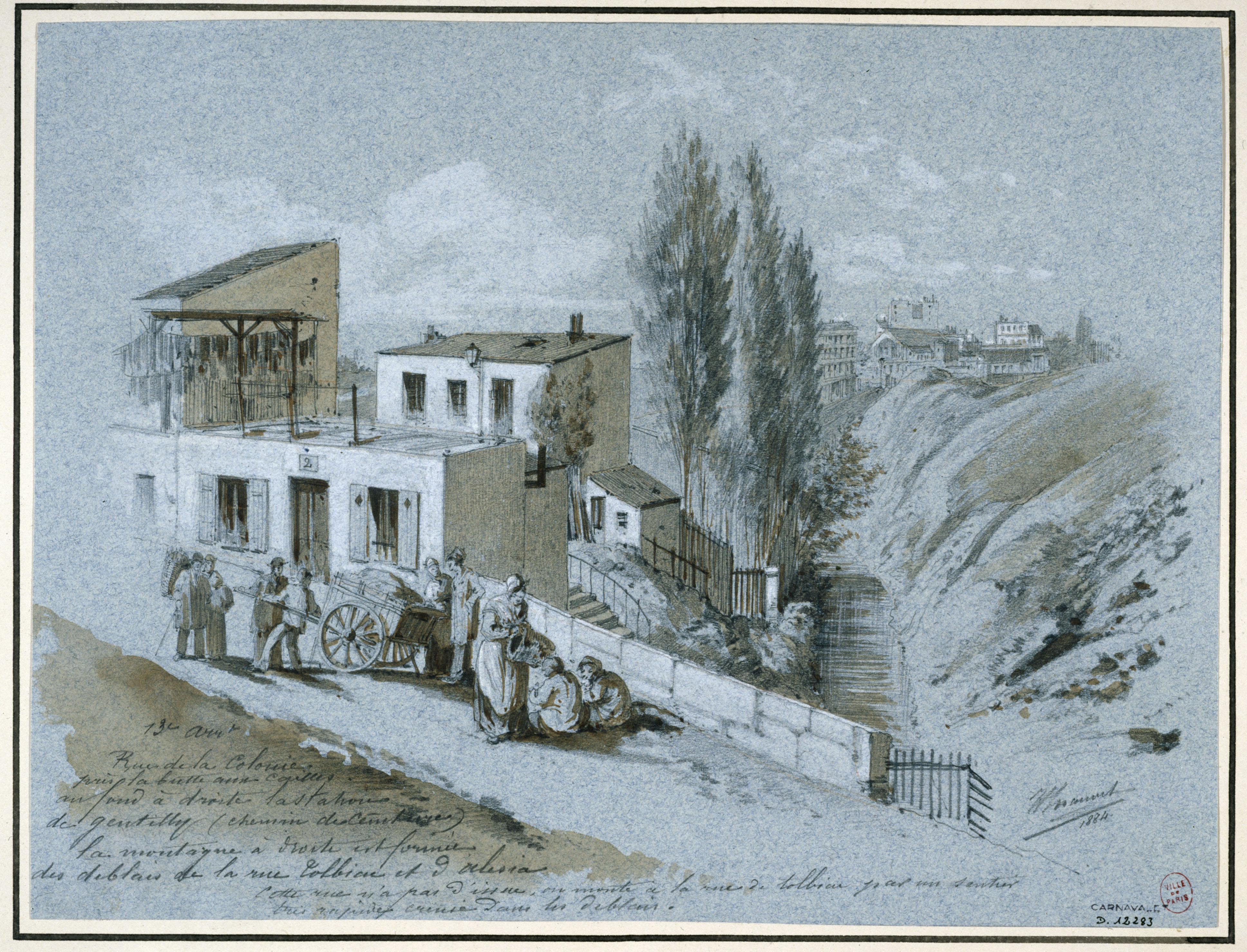
La rue de la Colonie près de la Butte-aux-Cailles (dessin de Jules-Adolphe Chauvet, 1884).
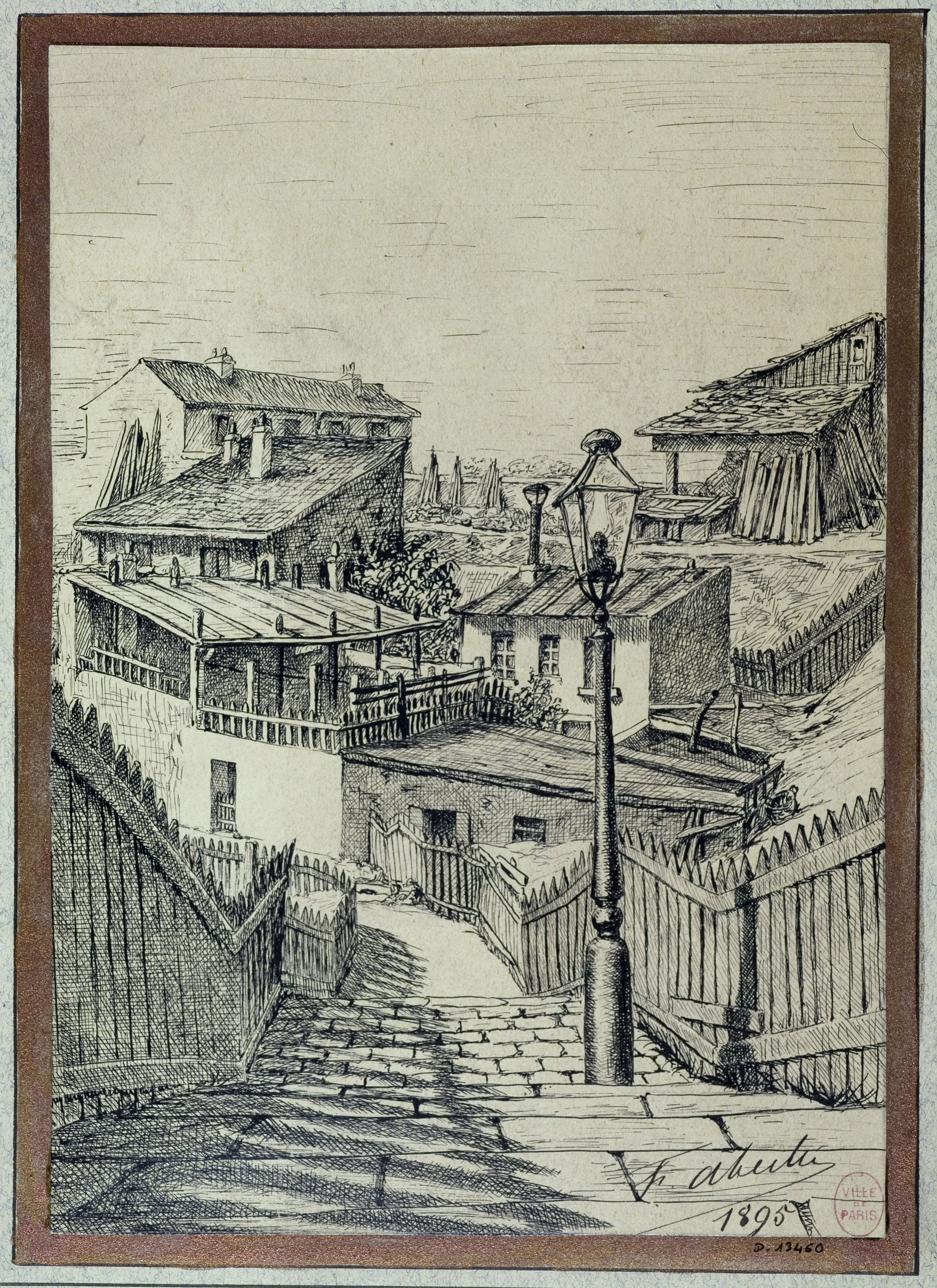
La rue de la Colonie, vers la rue de Tolbiac (dessin de F. Abeillé, 1895).

## Historique
Cette rue a été ouverte en trois étapes différentes : 
- en 1885 dans l'ancienne vallée de la Bièvre récemment canalisée et remblayée[3], entre la place de l'Abbé-Georges-Hénocque, à l'époque « place des Peupliers », et la rue de la Fontaine-à-Mulard ;
- en 1901 entre les rues Vergniaud et Barrault ;
- en 1913 entre les rues Barrault et de la Fontaine-à-Mulard[4].

## Bâtiments remarquables et lieux de mémoire
- L'hôpital privé des Peupliers, ancien hôpital de la Croix-Rouge.
- No 14 : atelier du sculpteur Alexander Calder où il réalisa en 1929 son ensemble le Cirque.
- À l'angle avec la rue Vergniaud, la Fondation de la France libre.
- Nos 71-73 : immeuble assez étonnant car quasiment totalement recouvert de vigne vierge japonaise.
- No 72 : en 1910, la mécène Winnaretta Singer y achète un terrain pour y faire construire des habitations à bon marché à l'intention de familles ouvrières[5]. L’immeuble, qui est l’œuvre de l’architecte Georges Vaudoyer[6], est daté de 1911[7], comme on peut le lire en façade.

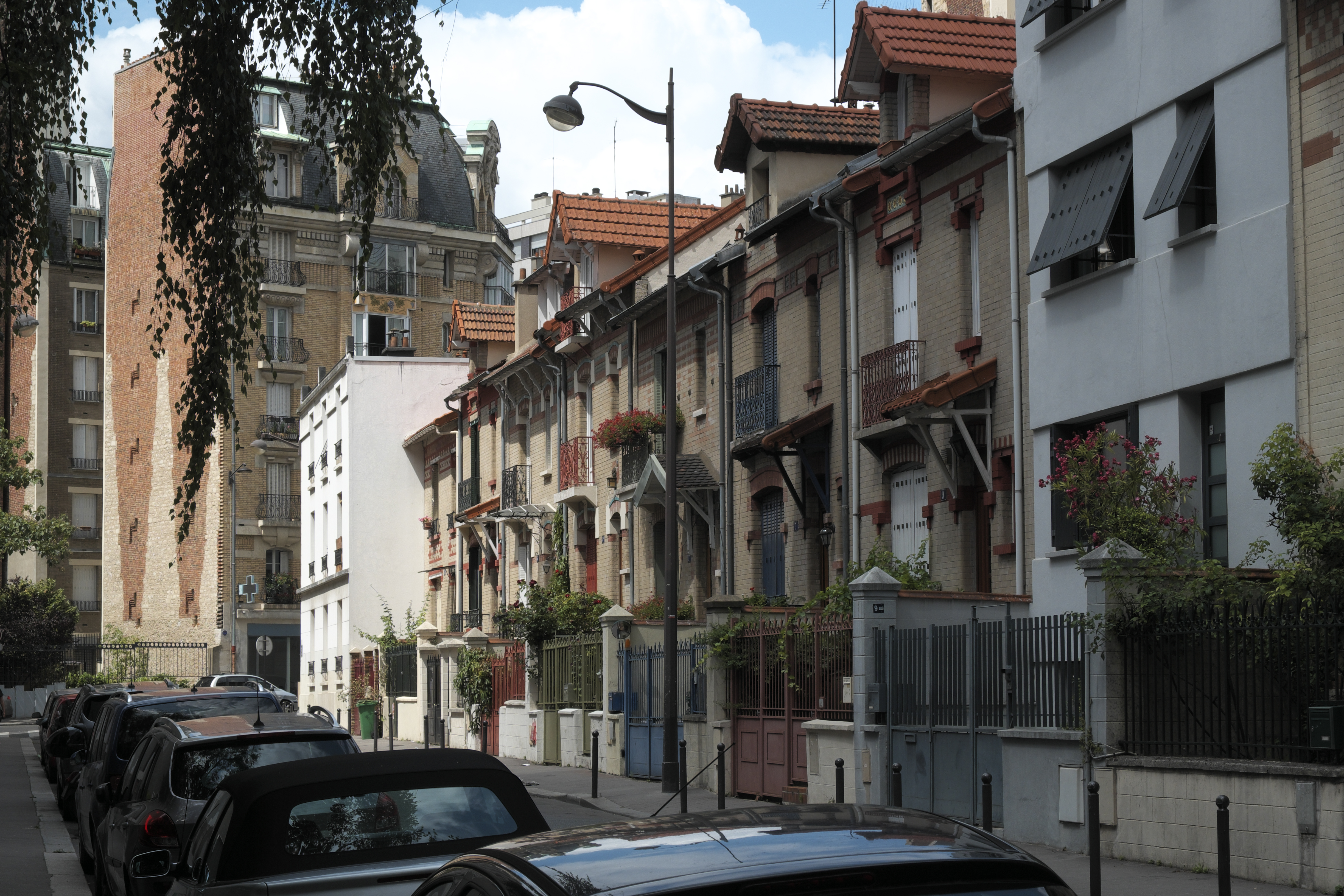
N°3 à 9bis : maisons de ville.
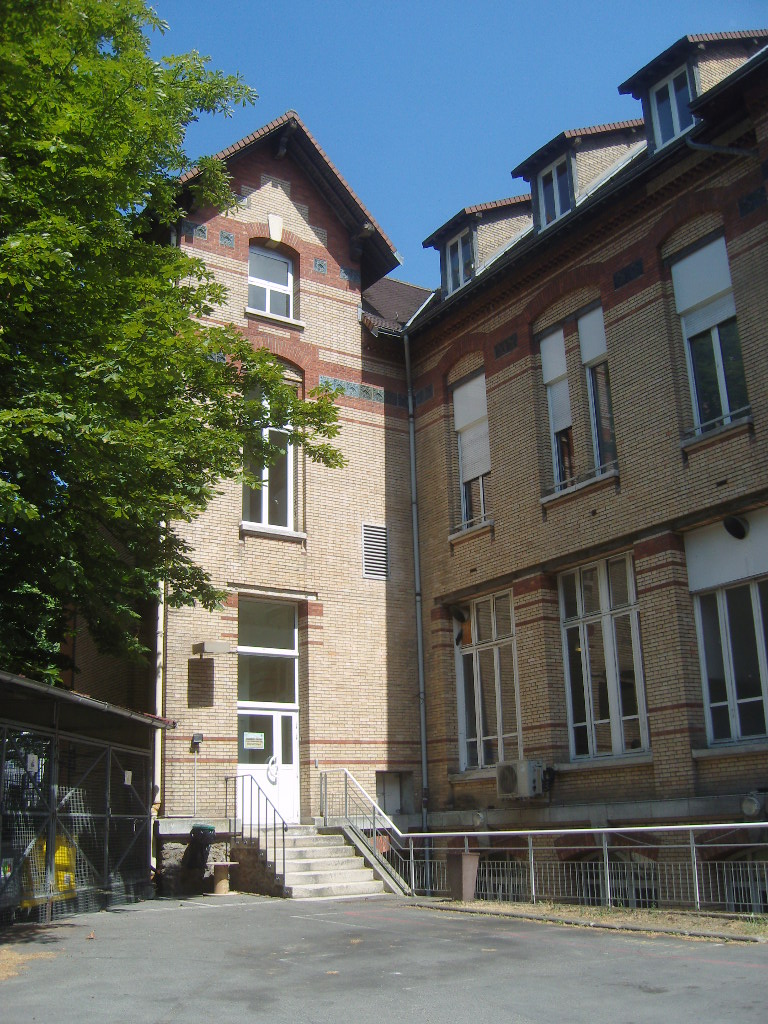
Entrée rue de la Colonie de l'hôpital privé des Peupliers.
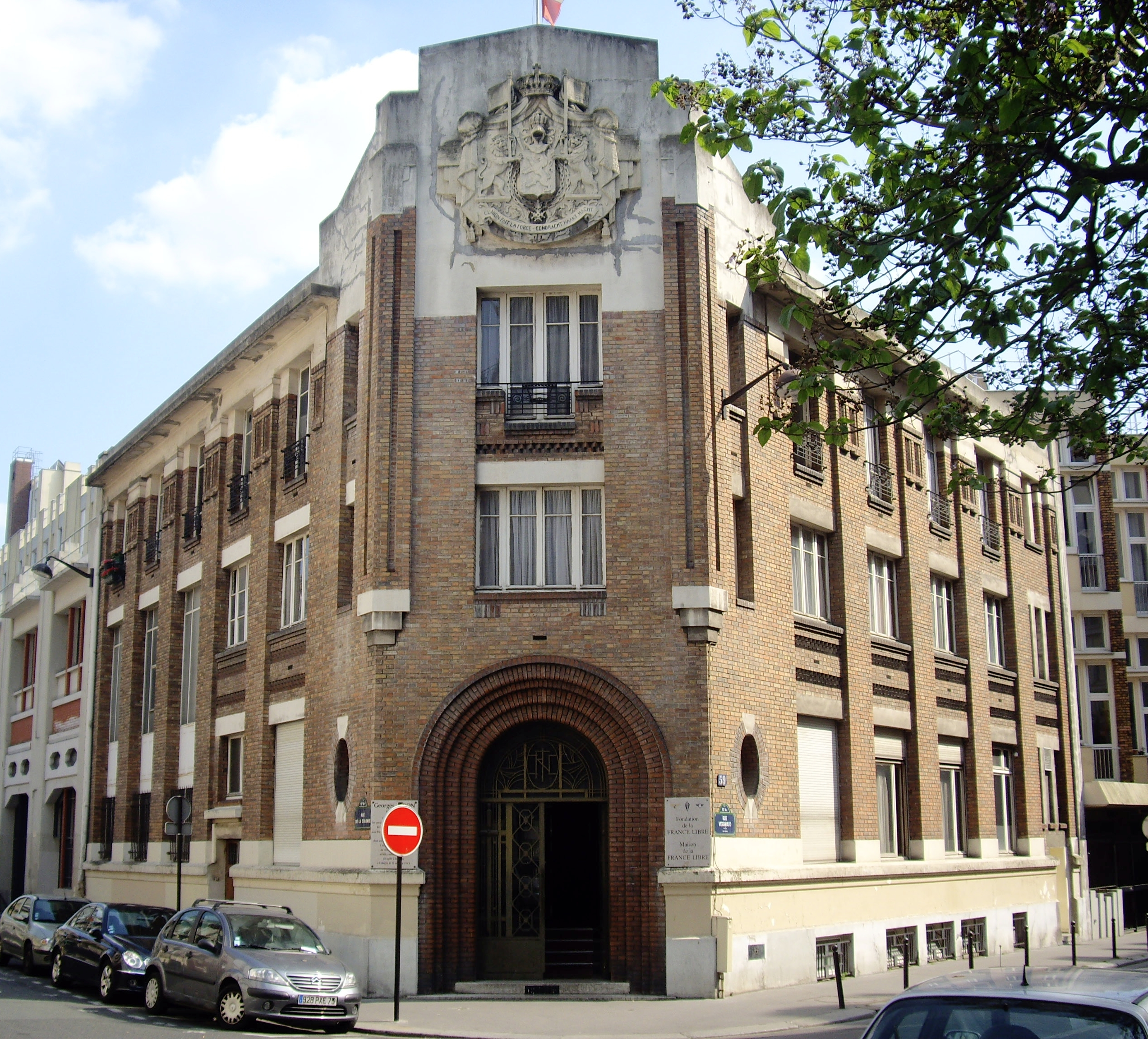
Fondation de la France Libre.
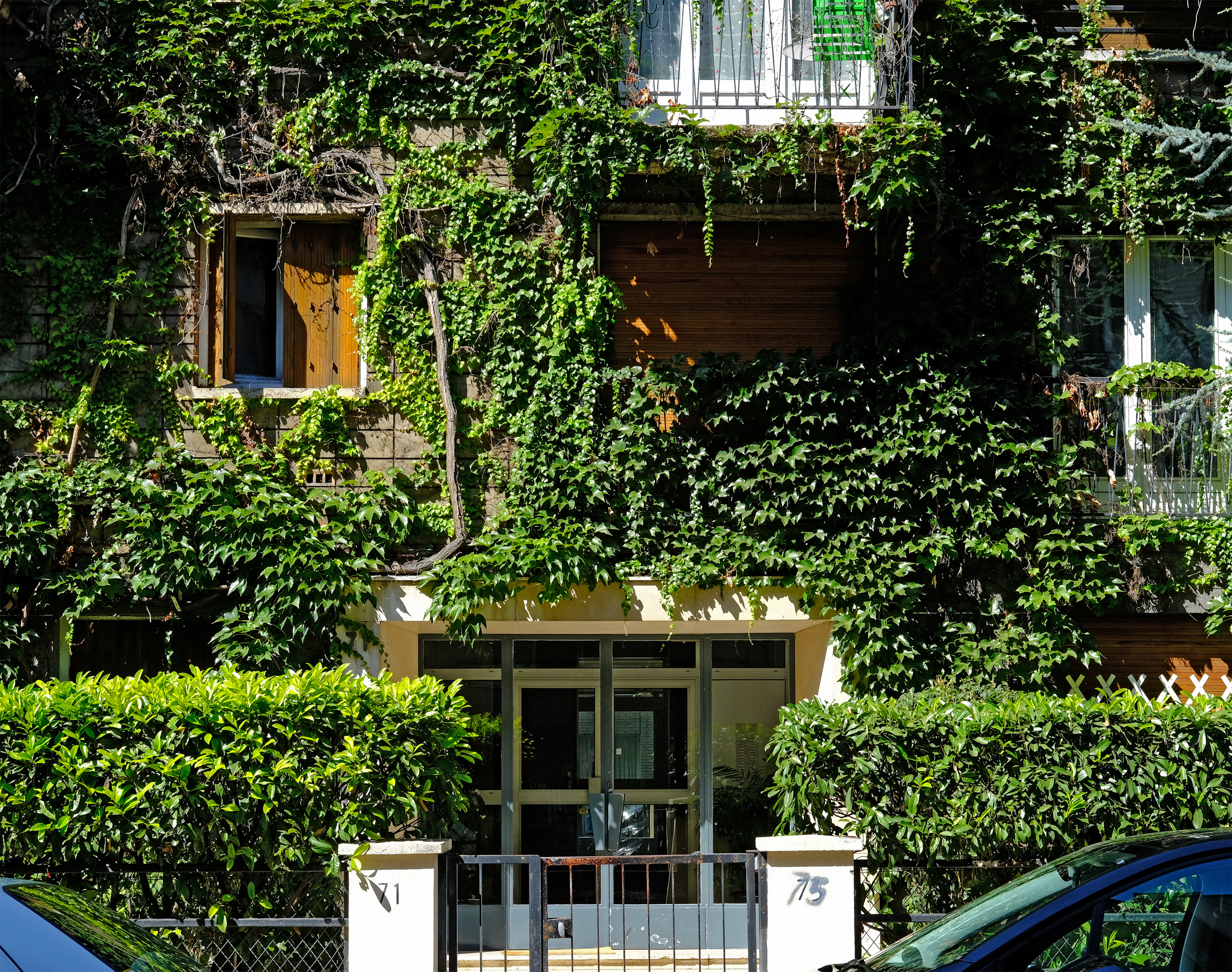
Immeuble des nos 71-73.